# Sunda-Schlankhörnchen
Das Sunda-Schlankhörnchen (Sundasciurus tenuis) ist eine Hörnchenart aus der Gattung der Sunda-Baumhörnchen (Sundasciurus). Es kommt in Südostasien auf der malaiischen Halbinsel und den Inseln Sumatra und Borneo sowie einigen kleineren umgebenden Inseln vor.

## Merkmale
Das Sunda-Schlankhörnchen erreicht eine Kopf-Rumpf-Länge von etwa 13,8 bis 14,0 Zentimetern bei einem Gewicht von etwa 75 bis 82 Gramm. Der Schwanz ist etwa 11,3 bis 11,4 Zentimeter lang und damit etwas kürzer als der restliche Körper, er ist im Vergleich zu anderen Arten der Gattung lang und schlank. Die Rückenfarbe der Tiere ist einheitlich trübbraun und gesprenkelt. Die Bauchseite ist grau und besteht aus Haaren mit weißer oder sandfarbener Spitze. Um die Augen und oberhalb der Schnurrhaare sind die Tiere blassbraun, hinter den Ohren befindet sich in der Regel ein blasser Fleck.

## Verbreitung
Das Sunda-Schlankhörnchen kommt in Südostasien auf der malaiischen Halbinsel im Süden Thailands und Malaysia und den Inseln Sumatra und Borneo sowie einigen kleineren umgebenden Inseln vor. Auf Borneo lebt die Art sowohl im indonesischen Teil Kalimantan wie auch in den malaysischen Bundesstaaten Sabah und Sarawak und im Sultanat Brunei.

## Lebensweise
Über die Lebensweise des Sunda-Schlankhörnchens liegen nur wenige Daten vor. Es ist tagaktiv und baumlebend und lebt wie andere Hörnchen vor allem in Primär- und Sekundärwäldern, kommt jedoch auch im Bereich abgeholzter und gestörter Lebensräume vor. Dabei lebt es sowohl im Flachland wie in den Höhenlagen, in den höheren Bergregionen Borneos wird es allerdings vom Jentink-Hörnchen (Sundasciurus jentinki) verdrängt. Es ernährt sich vor allem von Rinden und Insekten, die im Baumstamm leben, sowie von Samen und Früchten.

## Systematik

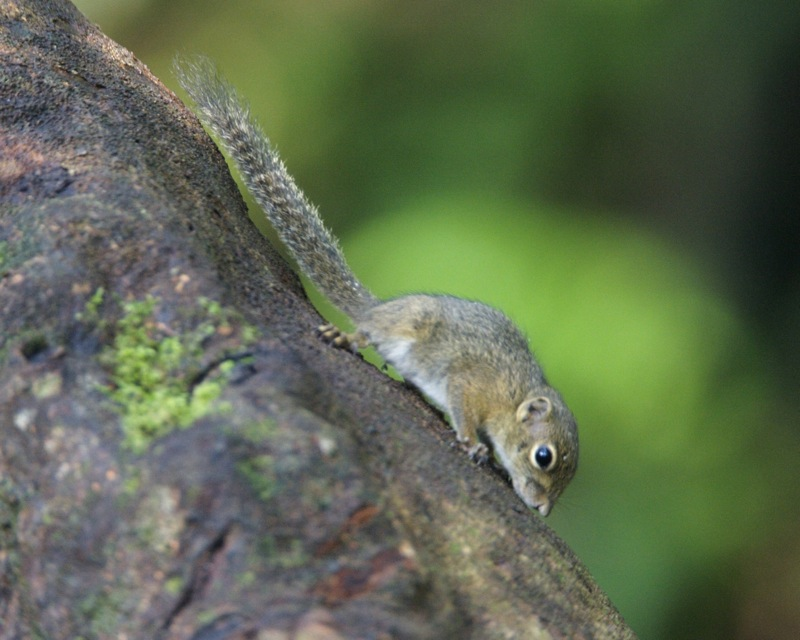
Sunda-Schlankhörnchen im Panti Forest, Malaysia

Das Sunda-Schlankhörnchen wird als eigenständige Art innerhalb der Gattung der Sunda-Baumhörnchen (Sundasciurus) eingeordnet, die – je nach Autor – aus 15 bis 17 Arten besteht. Die wissenschaftliche Erstbeschreibung stammt von Thomas Horsfield aus dem Jahr 1824, der die Art anhand von Individuen aus Singapur beschrieb.
Innerhalb der Art werden gemeinsam mit der Nominatform fünf Unterarten unterschieden:
- Sundasciurus tenuis tenuis, Nominatform, im Südwesten Thailands und auf der malaiischen Halbinsel; Die Tiere haben ein trübbraunes Rückenfell. Im Vergleich zu der Hochlandform Sundasciurus tahan ist es kleiner und die Unterseite ist blasser.
- Sundasciurus tenuis bancarus auf den Banyak-Inseln vor der Westküste Sumatras. Die Rückenseite ist gelblich-braun, die Unterseite grau mit einem weißlich-sandgelben Einschlag.
- Sundasciurus tenuis modestus auf Sumatra. Die Unterseite der Tiere ist cremeweiß, die Flanken haben einen rötlichen Einschlag. Der Schwanz entspricht in der Farbe dem Rücken, die Schwanzspitze ist allerdings schwarz.
- Sundasciurus tenuis parvus auf Borneo. In der Färbung der Nominatform entsprechend, die Unterseite etwas sandfarbener.
- Sundasciurus tenuis procerus auf der Insel Bunguran. Die Unterart entspricht der Nominatform, ist jedoch etwas kleiner.

## Status, Bedrohung und Schutz
Das Sunda-Schlankhörnchen wird von der International Union for Conservation of Nature and Natural Resources (IUCN) als nicht gefährdet (Least concern) gelistet. Begründet wird dies durch das große Verbreitungsgebiet und das häufige Vorkommen sowie die Anpassungsfähigkeit an veränderte Lebensraumbedingungen. Bestandsbedrohende Gefahren sind nicht bekannt.

## Belege
1. 1 2 3 4 5 6  Richard W. Thorington Jr., John L. Koprowski, Michael A. Steele: Squirrels of the World. Johns Hopkins University Press, Baltimore MD 2012; S. 193–195. ISBN 978-1-4214-0469-1
2. 1 2 3 4 5  Sundasciurus tenuis in der Roten Liste gefährdeter Arten der IUCN 2014.3. Eingestellt von: J.W. Duckworth, E. Meijaard, 2008. Abgerufen am 26. Januar 2015.
3. 1 2 3  Sundasciurus tenuis In: Don E. Wilson, DeeAnn M. Reeder (Hrsg.): Mammal Species of the World. A taxonomic and geographic Reference. 2 Bände. 3. Auflage. Johns Hopkins University Press, Baltimore MD 2005, ISBN 0-8018-8221-4.